# جون كلارك (لاعب دوري الرغبي)
جون كلارك (بالإنجليزية: Jon Clarke)‏ هو لاعب دوري الرغبي بريطاني، ولد في 4 أبريل 1979 في Lowton ‏ في المملكة المتحدة.